# Giovanna Pala
Giovanna Pala, née à Vergato près de Bologne le 16 juillet 1932, est une actrice puis activiste féministe.

## Biographie
Jeune mannequin, Giovanna Pala obtient la deuxième place au concours Miss Europe en 1950. 
Elle fait ses débuts au cinéma dans les années cinquante en jouant des personnages typiques de la comédie italienne comme celui de Margherita dans Mamma mia, che impressione! avec Alberto Sordi ou la fille de Totò et Ave Ninchi dans Totò e le donne. Son dernier film date de 1956.
Dans les années 1970, Elle est l'animatrice du mouvement féministe romain Pompeo Magno, en particulier sur le sujet des lesbiennes. Elle serait la première, avec une féministe grecque, lors d'une rencontre à Paris à faire le signe du vagin en reprenant la couverture d'un numéro de la revue Le Torchon brûle du Mouvement de libération des femmes. Ce symbole devient alors le symbole des luttes féministes en Italie[source insuffisante]. Elle participe en 1973 au premier numéro de Effe.

## Filmographie
- 1951 : Il padrone del vapore de Mario Mattoli
- 1951 : Vacanze col gangster de Dino Risi
- 1951 : Totò e i re di Roma de Steno et Mario Monicelli
- 1951 : Serenata tragica de Giuseppe Guarino
- 1951 : Mamma mia, che impressione! de Roberto Savarese
- 1951 : Auguri e figli maschi! (it) de Giorgio Simonelli
- 1952 : Vengeance sarde (Vendetta... sarda) de Mario Mattoli
- 1952 : Totò e le donne de Steno et Mario Monicelli
- 1952 : Sérénade amère (Serenata amara) de Pino Mercanti
- 1952 : Fanciulle di lusso de Bernard Vorhaus
- 1956 : Donatella de Mario Monicelli

## Écrits
- (it) Giovanna Pala et Rina Macrelli, Lesbismo femminismo : contributo di donne lesbiche di Pompeo Magno : convegno nazionale di donne lesbiche, Rome, 1983[3].

## Crédit d'auteurs
- (it) Cet article est partiellement ou en totalité issu de l’article de Wikipédia en italien intitulé « Giovanna Pala » (voir la liste des auteurs).